# Vũ Công Tự
Vũ Công Tự (1855-1920), tự Kế Chi, hiệu là Tinh Hải ngư nhân và Trúc Thôn; là chiến sĩ trong phong trào Cần Vương và là nhà thơ Việt Nam.

## Tiểu sử sơ lược
Vũ Công Tự sinh ở làng Vị Xuyên, huyện Mỹ Lộc (nay là thành phố Nam Định) tỉnh Nam Định.
Ông là con trai thứ ba của tiến sĩ Vũ Công Độ, làm quan lớn triều Nguyễn. Vì vậy, tuy thi Hương không đỗ, nhưng Vũ Công Tự vẫn được vào học trường Quốc tử giám ở Huế nhờ có chân ấm sinh.
Đến khi anh rể là Trần Bích San làm tuần phủ Hà Nội, ông ra giúp việc cho anh rồi cho cha, khi Vũ Công Độ được cử làm bố chính Bắc Ninh và Hải Dương.
Đêm 4, sáng ngày 5 tháng 7 năm 1885, sau cuộc tấn công quân Pháp ở Huế thất bại, vua Hàm Nghi xuất bôn rồi ban dụ Cần Vương, Vũ Công Tự liền cùng với bố chính về hưu là Bùi Công Kỳ, cử nhân Võ Huy Sĩ và một nhóm văn thân trong tỉnh chiêu mộ quân dũng, rồi tuyên bố chống Pháp đến cùng.
Mãi đến năm 1906, Vũ Công Tự mới âm thầm trở về sống ở làng, khi mà các cuộc khởi nghĩa kháng Pháp lần lượt đã bị đối phương tiêu diệt hết.
Năm 1920, Vũ công Tự mất, thọ 65 tuổi.

## Tác phẩm
Thơ của Vũ Công Tự hiện còn lại 150 bài chữ Hán, được chép trong:
- Lãi Minh thi thảo
- Thính già thi thảo

Thơ ông nồng đượm tình yêu nước thương dân, ý tứ khoáng đạt...

## Thơ Vũ Công Tự
Trong sách Hợp tuyển thơ văn Việt Nam (1858-1920) có giới thiệu 5 bài thơ của Vũ Công Tự. Ở đây trích giới thiệu một bài:
| Phiên âm Hán-Việt Ninh thành thất thủ, tự Bắc bôn Nhã Nam, đạo trung tác Nhĩ biên kiếm kích loạn như ma, Nhiễm nhiễm tiềm thôn nhật ảnh tà. Tuyệt phố hốt văn cầu hữu điểu, Thâm nham thời kiến tiếu nhân hoa. Thân phi mộc thạch năng vong thế, Nhục cộng sơn hà cảm thế gia. Thiên cổ Ly minh văn hiến địa, Vị ưng nhất đán tận tiêu ma. (Lãi Minh thi thảo) | Dịch nghĩa: Thành Bắc Ninh mất, từ Bắc Ninh chạy lên Nhã Nam, dọc đường làm thơ này Bên tai, tiếng gươm giáo khua rối loạn, Thôn xóm phía trước chìm dần trong ánh chiều tà. Nơi bờ sông nghẹn lối, chợt nghe tiếng chim gọi bạn, Trong núi sâu thường thấy hoa cười giỡn người. Thân này đâu phải gỗ đá mà quên việc đời, Chung nhục với giang sơn, há dám tính đến chuyện nhà. Từ ngàn xưa Ly minh là đất văn hiến, Chưa thể một sớm đã tiêu ma hết. |